# 마지막 왼손잡이
"마지막 왼손잡이"는 1969년 공개된 대한민국의 영화이다.

## 배역
- 김희라 : 김철 역
- 남정임 : 미숙 역
- 박노식 : 서기태 역
- 황해 : 강일 역
- 독고성 : 민이 역
- 최성호 : 전삼 역
- 김성옥 : 민수 역
- 양일민 : 박사 역
- 김칠성
- 최창호
- 권오상
- 최병철
- 장인환
- 임성포
- 최준
- 최일
- 지용남
- 마도식
- 김왕국
- 박순봉